# Nippori-Toneri liner
La linea Nippori Toneri Liner (日暮里・舎人ライナー?, Nippori-Toneri-rainā), è un people mover automatico in servizio fra Nippori e Minumadai-shinsuikōen a Tokyo, in Giappone che dà accesso alla linea Yamanote a un'area a nord di Tokyo precedentemente scoperta da un trasporto di massa.

## Storia
La parte occidentale di Adachi, carente in servizi di trasporto pubblico, iniziò a partire dal 1985 a progettare una nuova linea di trasporto. Inizialmente si prevedeva di realizzare una metropolitana pesante, che però venne scartata a causa degli alti costi e del numero non elevato di potenziali utenti. Si optò quindi per un people mover a guida automatica, la cui costruzione iniziò nel 1997 e l'entrata in servizio 11 anni dopo, il 30 marzo 2008. Il committente fu l'Ufficio metropolitano di Tokyo, lo stesso che realizzò la linea Ōedo della metropolitana.

## Stazioni
Tutte le stazioni sono situate a Tokyo.
| Stazione              | Giapponese     | Distanza | Distanza | Collegamenti                                                                   | Posizione |
| Stazione              | Giapponese     | Interst. | Totale   | Collegamenti                                                                   | Posizione |
| --------------------- | -------------- | -------- | -------- | ------------------------------------------------------------------------------ | --------- |
| Nippori               | 日暮里         | -        | 0.0      | ■ Linea Yamanote ■ Linea Keihin-Tōhoku ■ Linea Jōban ■ Linea Keisei principale | Arakawa   |
| Nishi-Nippori         | 西日暮里       | 0.7      | 0.7      | ■ Linea Keihin-Tōhoku ■ Linea Yamanote Linea Chiyoda (C-16)                    | Arakawa   |
| Akado-shōgakkōmae     | 赤土小学校前   | 1.0      | 1.7      |                                                                                | Arakawa   |
| Kumanomae             | 熊野前         | 0.6      | 2.3      | Tranvia Toden Arakawa                                                          | Arakawa   |
| Adachi-Odai           | 足立小台       | 0.7      | 3.0      |                                                                                | Adachi    |
| Ōgi-ōhashi            | 扇大橋         | 1.0      | 4.0      |                                                                                | Adachi    |
| Kōya                  | 高野           | 0.5      | 4.5      |                                                                                | Adachi    |
| Kōhoku                | 江北           | 0.6      | 5.1      |                                                                                | Adachi    |
| Nishiaraidaishi-nishi | 西新井大師西   | 0.9      | 6.0      |                                                                                | Adachi    |
| Yazaike               | 谷在家         | 0.8      | 6.8      |                                                                                | Adachi    |
| Toneri-kōen           | 舎人公園       | 0.9      | 7.7      |                                                                                | Adachi    |
| Toneri                | 舎人           | 1.0      | 8.7      |                                                                                | Adachi    |
| Minumadai-shinsuikōen | 見沼代親水公園 | 1.0      | 9.7      |                                                                                | Adachi    |